# آنزو هارونو
آنزو هارونو (انگلیسی: Anzu Haruno; ۳۰ اکتبر ۱۹۹۴ – ) صداپیشگی در ژاپن اهل ژاپن بود. وی از سال ۲۰۱۵ میلادی تاکنون مشغول فعالیت بوده‌است.